# Drimia albiflora
Drimia albiflora är en sparrisväxtart som först beskrevs av Rune Bertil Nordenstam, och fick sitt nu gällande namn av John Charles Manning och Peter Goldblatt. Drimia albiflora ingår i släktet Drimia och familjen sparrisväxter. Inga underarter finns listade i Catalogue of Life.